# Лео Айхманн
Лео Айхманн (нім. Léo Eichmann, нар. 24 грудня 1936, Ернечвіль) — швейцарський футболіст, що грав на позиції воротаря. Більшу частину кар'єри провів за клуб «Ла Шо-де-Фон», у складі якого був чемпіоном Швейцарії у 1965 році та володарем Кубка Швейцарії, грав також у складі національної збірної Швейцарії.

## Клубна кар'єра
Лео Айхманн народився в кантоні Санкт-Галлен. У 1954 році розпочав виступи на футбольних полях у клубі «Цюрих», у якому грав протягом одного сезону. Наступного року Айхманн перейшов до клубу «Шаффгаузен», у якому грав протягом двох років. У 1957 році футболіст перший раз у кар'єрі став гравцем клубу «Ла Шо-де-Фон», в якому грав протягом одного сезону. У сезоні 1958—1959 Лео Айхманн захищав ворота клубу «Грассгоппер». У 1959 році Айхманн повернувся до складу клубу «Ла Шо-де-Фон», у якому грав до завершення кар'єри футболіста в 1971 році. У складі команди став чемпіоном Швейцарії у 1964 році, та володарем Кубка Швейцарії у 1961 році.

## Виступи за збірну
1966 року дебютував в офіційних матчах у складі національної збірної Швейцарії. У складі збірної був учасником чемпіонату світу 1966 року в Англії, на якому провів один матч проти збірної Аргентини. Загалом протягом кар'єри у національній команді, яка тривала 1 рік, провів у її формі 2 матчі.